# The Endless River
| Совокупная оценка    | Совокупная оценка |
| Источник             | Оценка            |
| -------------------- | ----------------- |
| Metacritic           | 58/100            |
| Оценки критиков      |                   |
| Источник             | Оценка            |
| Classic Rock         | [ 9 ]             |
| Financial Times      | [ 10 ]            |
| The Guardian         | [ 11 ]            |
| The Independent      | [ 1 ]             |
| Los Angeles Times    | [ 12 ]            |
| NME                  | 5/10              |
| The Observer         | [ 14 ]            |
| Pitchfork            | 5,7/10            |
| PopMatters           | [ 16 ]            |
| Rolling Stone        | [ 7 ]             |
| Rolling Stone Russia | [ 17 ]            |
| Allmusic             | [ 18 ]            |

The Endless River (с англ. — «Бесконечная река») — пятнадцатый и последний студийный альбом британской рок-группы Pink Floyd, вышедший 10 ноября 2014 года. Продюсером альбома выступил Дэвид Гилмор. Выпуском пластинки в Великобритании занимается Parlophone Records, а в США — Warner Bros. Records. Альбом основан на студийных записях, сделанных при подготовке альбома The Division Bell.
Название «The Endless River» взято из текста песни «High Hopes» из предыдущего альбома The Division Bell, выпущенного двадцатью годами ранее. Все композиции альбома инструментальные, за исключением финального трека под названием «Louder Than Words». Его название взято из текста самой песни, написанной Полли Сэмсон, супругой Гилмора. Название песни «Autumn '68» указывает на время, когда Ричард Райт записал игру на органе в Ройал Альберт Холле осенью 1968 года, и отсылает к названию композиции «Summer ’68» из альбома Atom Heart Mother (1970).
За первую же неделю продаж альбом вышел на первое место в хит-парадах Германии, Швейцарии, Австрии, Нидерландов, Бельгии, Финляндии, Норвегии, Италии, Португалии, Австралии и Новой Зеландии.

## История создания
Альбом основан на записях 1993-1994-x годов, то есть сделанных ещё при жизни и активном участии Ричарда Райта. Pink Floyd за свою историю неоднократно использовали материал, написанный много ранее, но теперь привязка к прошлому была выражена явно, с целью вынести на авансцену ностальгические краски и задействовать как можно больше идей Рика. Вместе со старыми дорожками троих участников группы в альбом попали и партии музыкантов, в новых сессиях участия не принимавших: Боба Эзрина, Джона Кэрина и Энтони Мура. В некоторых эпизодах сохранились даже продюсерские штрихи Эзрина. Из давних участников команды партии уже непосредственно для The Endless River записывали Дэвид Гилмор, Ник Мэйсон, Гай Пратт, Эндрю Джексон, Дэймон Иддинс и Дурга Макбрум. По каким-то причинам не был приглашён Дик Пэрри, и партии кларнета и саксофона исполнил британский джазовый музыкант, писатель и политический активист Гилад Ацмон.
В качестве бэк-вокалисток выступили Дурга Макбрум, Сара Браун и Луиза Маршалл (две последние впервые сотрудничали с Pink Floyd в студии). Для струнного квартета Escala это также стало первым опытом работы с Pink Floyd. Хотя в The Endless River соавторский тандем Гилмора и Райта сохранён и даже усилен вкладом Мэйсона, успех альбома в значительной степени зависел от сопродюсеров группы. Последнее слово было за Дэвидом, но общая структура и даже некоторые смысловые идеи оформились благодаря Эндрю Джексону, Филу Манзанере и Мартину Гловеру по прозвищу Йуф. Двое из них — давние спутники Pink Floyd: Джексон работал с командой с 1980 года в качестве звуковика, а Манзанера отметился копирайтом в «One Slip» (в этой же песне Эндрю предложил использовать звон сигнализации). Не говоря уже о том опыте, который они приобрели, помогая участникам Pink Floyd вне бренда. Но и для Йуфа — друга Гая Пратта — это был не первый случай сотрудничества с флойдами: он уже работал с Дургой Макбрум в Blue Pearl, чей альбом Naked 1990 года записывался при участии Гилмора и Райта, а в недалёком прошлом вместе с Дэвидом создавал альбом The Orb Metallic Spheres. Кроме того, в одной из композиций мы обнаруживаем среди авторов музыки Энтони Мура, который содействовал группе как поэт в A Momentary Lapse of Reason и The Division Bell, а также был основным партнёром Ричарда Райта в Broken China.
5 июля 2014 года Полли Сэмсон, жена Дэвида Гилмора, сообщила в Твиттере, что новый альбом Pink Floyd под названием The Endless River выйдет в октябре 2014 года. В итоге альбом вышел 10 ноября. Ввиду физического отсутствия Ричарда Райта тур или какие-либо концерты в поддержку нового альбома не проводились. Но оставшиеся вдвоём Ник и Дэвид не прекратили сотрудничество и после The Endless River. Дело в том, что командная работа проходила во время новых сольных сессий Гилмора при подготовке очередного сольного альбома. И в такой ситуации Мэйсон не мог оказаться не у дел.

## Концепция
Альбом состоит из четырёх частей, в среднем по 13 минут каждая. Форма тетралогии не только отдаёт дань симфонической традиции, но и созвучна композиторскому стилю Ричарда Райта с его четырёхчастной психоделической пьесой «Sysyphus» (Ummagumma, 1969) и концептуальным альбомом Broken China (1996).
Музыка альбома усилена голосами, шорохом листвы, звуками грома и другими звуковыми эффектами в лучших традициях Pink Floyd. В альбоме отчётливо слышны отсылки ко многим предыдущим работам группы.
Неожиданным для поклонников стало то, что практически весь цикл группа выстроила из инструменталов. Исключение составляют два трека. В первом — Talkin' Hawkin' — звучит компьютерно-синтезированный голос британского астрофизика Стивена Хокинга (использованный и в композиции «Keep Talking» с предыдущего альбома группы). Композиция, включающая узнаваемый синтез авторских ходов Гилмора и Райта, стала единственным социализированным произведением альбома, речь здесь идёт о проблемах коммуникации между людьми. Второй текстовой трек — Louder Than Words — является полноценной песней, посвящённой магическому творческому взаимодополнению между Гилмором, Райтом и Мэйсоном. Музыку к ней написал Дэвид, слова — его супруга Полли (интересно, что вдохновением для песни, посвящённой трио, послужили репетиции квартета перед небезызвестным выступлением на Live 8). Клип снимался в Казахстане, главные роли сыграли жители Аральска. Пересохшее, но потихоньку возвращающееся море, символизирует группу Pink Floyd, оставляя надежду на продолжение.

## Оформление
Концепция обложки, на которой мужчина управляет лодкой в облачной реке, была разработана 18-летним цифровым художником из Египта Ахмедом Эмад-эд-Дином. Его изображение было позже доработано британским дизайн-агентством Stylorouge. В Лондоне обложка представлена в виде восьмиметрового куба, установленного в Саут-Банке.

## Отзывы критиков
Николай Грунин (Союз.Музыка) посчитал, что «…выпуск „The Endless River“ стал своего рода апофеозом третьей фазы великой группы — этот набор обрывков студийных джемов ещё раз напомнил, что техническая безупречность „A Momentary Lapse of Reason“ и „The Division Bell“ полностью нивелировалась бессодержательностью и вялой подачей».

## Список композиций
| №  | Название             | Автор(ы)     | Длительность |
| -- | -------------------- | ------------ | ------------ |
| 1. | «Things Left Unsaid» | Гилмор, Райт | 4:26         |
| 2. | «It's What We Do»    | Гилмор, Райт | 6:15         |
| 3. | «Ebb and Flow»       | Гилмор, Райт | 1:52         |

| №  | Название  | Автор(ы)             | Длительность |
| -- | --------- | -------------------- | ------------ |
| 1. | «Sum»     | Гилмор, Райт, Мэйсон | 4:50         |
| 2. | «Skins»   | Гилмор, Райт, Мэйсон | 2:32         |
| 3. | «Unsung»  | Райт                 | 1:06         |
| 4. | «Anisina» | Гилмор               | 3:10         |

| №  | Название                       | Автор(ы)     | Длительность |
| -- | ------------------------------ | ------------ | ------------ |
| 1. | «The Lost Art of Conversation» | Райт         | 1:43         |
| 2. | «On Noodle Street»             | Гилмор, Райт | 1:42         |
| 3. | «Night Light»                  | Гилмор, Райт | 1:42         |
| 4. | «Allons-y (1)»                 | Гилмор       | 1:56         |
| 5. | «Autumn '68»                   | Райт         | 1:37         |
| 6. | «Allons-y (2)»                 | Гилмор       | 1:35         |
| 7. | «Talkin' Hawkin'»              | Гилмор, Райт | 3:26         |

| №  | Название            | Автор(ы)             | Длительность |
| -- | ------------------- | -------------------- | ------------ |
| 1. | «Calling»           | Гилмор, Энтони Мур   | 3:38         |
| 2. | «Eyes to Pearls»    | Гилмор               | 1:52         |
| 3. | «Surfacing»         | Гилмор               | 2:47         |
| 4. | «Louder Than Words» | Гилмор, Полли Сэмсон | 6:36         |

| №   | Название             | Длительность |
| --- | -------------------- | ------------ |
| 19. | «TBS9»               |              |
| 20. | «TBS14»              |              |
| 21. | «Nervana»            |              |
| 22. | «Anisina» (Video)    |              |
| 23. | «Untitled» (Video)   |              |
| 24. | «Evrika (A)» (Video) |              |
| 25. | «Nervana» (Video)    |              |
| 26. | «Allons-y» (Video)   |              |
| 27. | «Evrika (B)» (Video) |              |

## Участники записи
Pink Floyd
- Дэвид Гилмор (англ. David Gilmour) — вокал, гитара, бас-гитара, клавишные
- Ник Мейсон (англ. Nick Mason) — ударные, перкуссия
- Ричард Райт (англ. Richard Wright) — клавишные

Приглашённые музыканты
- Гай Пратт (англ. Guy Pratt) — бас-гитара
- Дурга Макбрум (англ. Durga McBroom) — бэк-вокал
- Луис Клэр Маршалл (англ. Louise Clare Marshall) — бэк-вокал
- Сара Браун (англ. Sarah Brown) — бэк-вокал

Технический персонал
- Дэвид Гилмор (англ. David Gilmour) — продюсер
- Фил Манзанера (англ. Phil Manzanera) — сопродюсер
- Мартин Гловер (англ. Martin Glover) — сопродюсер
- Эндрю Джексон[англ.] (англ. Andrew Jackson) — звукорежиссёр[2]

## Чарты
| Чарты (2014–15)                     | Высшая позиция |
| ----------------------------------- | -------------- |
| Австралия (ARIA)                    | 3              |
| Австрия (Ö3 Austria)                | 1              |
| Бельгия/Валлония (Ultratop)         | 1              |
| Бельгия/Фландрия (Ultratop)         | 1              |
| Бразилия (ABPD)                     | 4              |
| Великобритания (UK Albums Chart)    | 1              |
| Венгрия (MAHASZ)                    | 3              |
| Германия (Media Control)            | 1              |
| Греция (IFPI)                       | 1              |
| Дания (Hitlisten)                   | 1              |
| Израиль                             | 1              |
| Ирландия (IRMA)                     | 1              |
| Испания (PROMUSICAE)                | 6              |
| Италия (Classifica album)           | 1              |
| Канада (Canadian Albums Chart)      | 1              |
| Нидерланды (Album Top 100)          | 1              |
| Новая Зеландия (RMNZ)               | 1              |
| Норвегия (VG-lista)                 | 1              |
| Польша (ZPAV)                       | 1              |
| Португалия (AFP)                    | 1              |
| Республика Корея (Gaon)             | 4              |
| США (Billboard 200)                 | 3              |
| США (Billboard Top Rock Albums)     | 2              |
| Финляндия (Suomen virallinen lista) | 4              |
| Франция (SNEP)                      | 1              |
| Хорватия (IFPI)                     | 1              |
| Чехия (ČNS IFPI)                    | 1              |
| Швейцария (Schweizer Hitparade)     | 1              |
| Швеция (Sverigetopplistan)          | 1              |
| Шотландия (Scottish Albums Chart)   | 1              |
| Япония (Oricon)                     | 7              |